# Ambiancé
Ambiancé foi um filme de ficção e experimental dirigido pelo cineasta sueco Andy Weberg.
Tinha previsão de 720 horas de duração (30 dias), sendo o mais longo filme já produzido. Só o trailer, possuía mais de sete horas de duração.

## Película destruída
Sua estréia ocorreu na virada do anos de 2020 para 2021, quando foi postada, na integra, na internet. Com 43.200 minutos (exatamente 30 dias de duração), assim que a exibição foi concluída, Weberg destruiu a única cópia existente de todo o filme e apagou do YouTube, onde havia sido disponibilizado gratuitamente.
Weberg postou em seu Twitter que o seu trabalho foi "o filme mais longo feito que não existe".